# Lijst van drukste treinstations van Europa

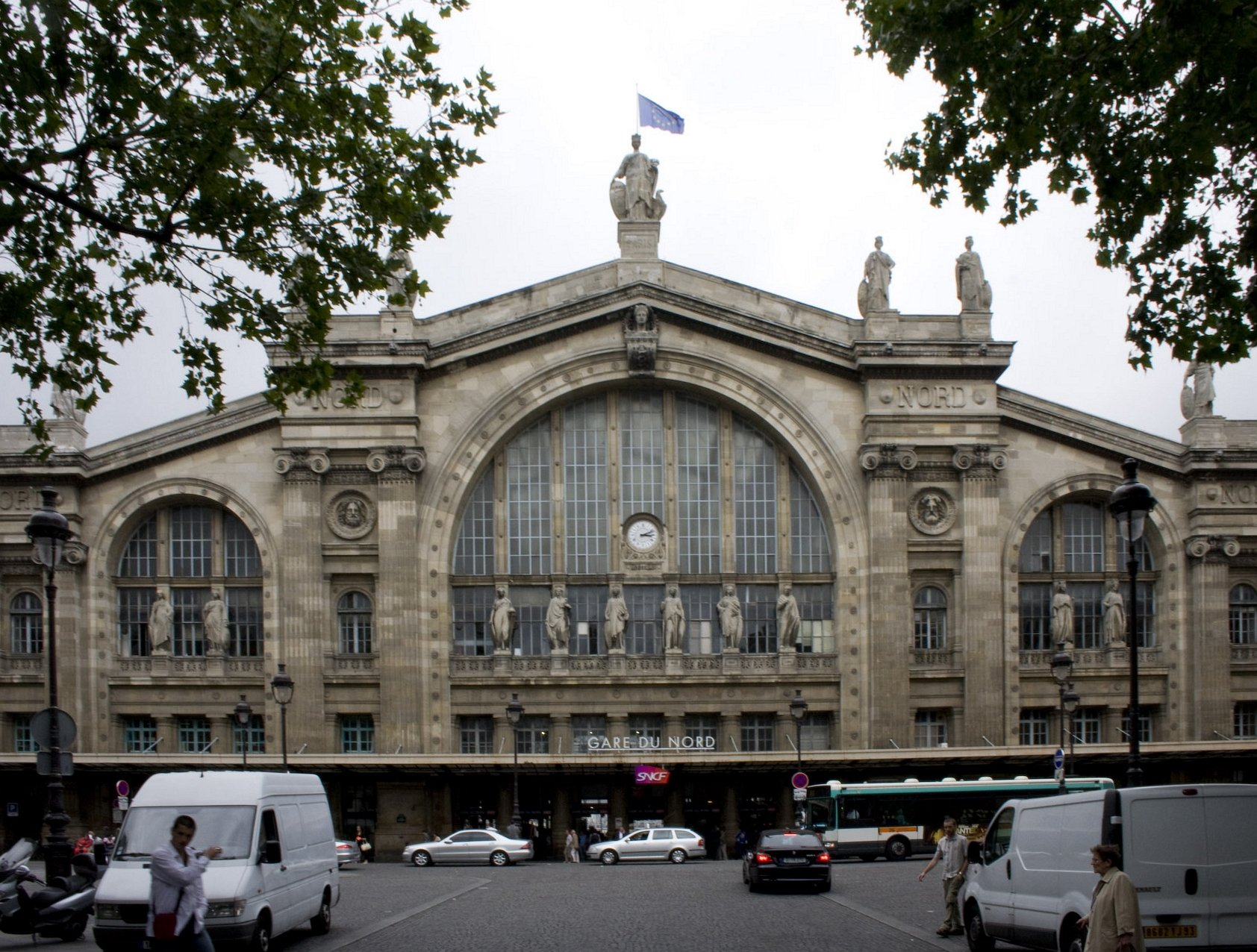
Gare du Nord, het drukste station van Frankrijk en van Europa.

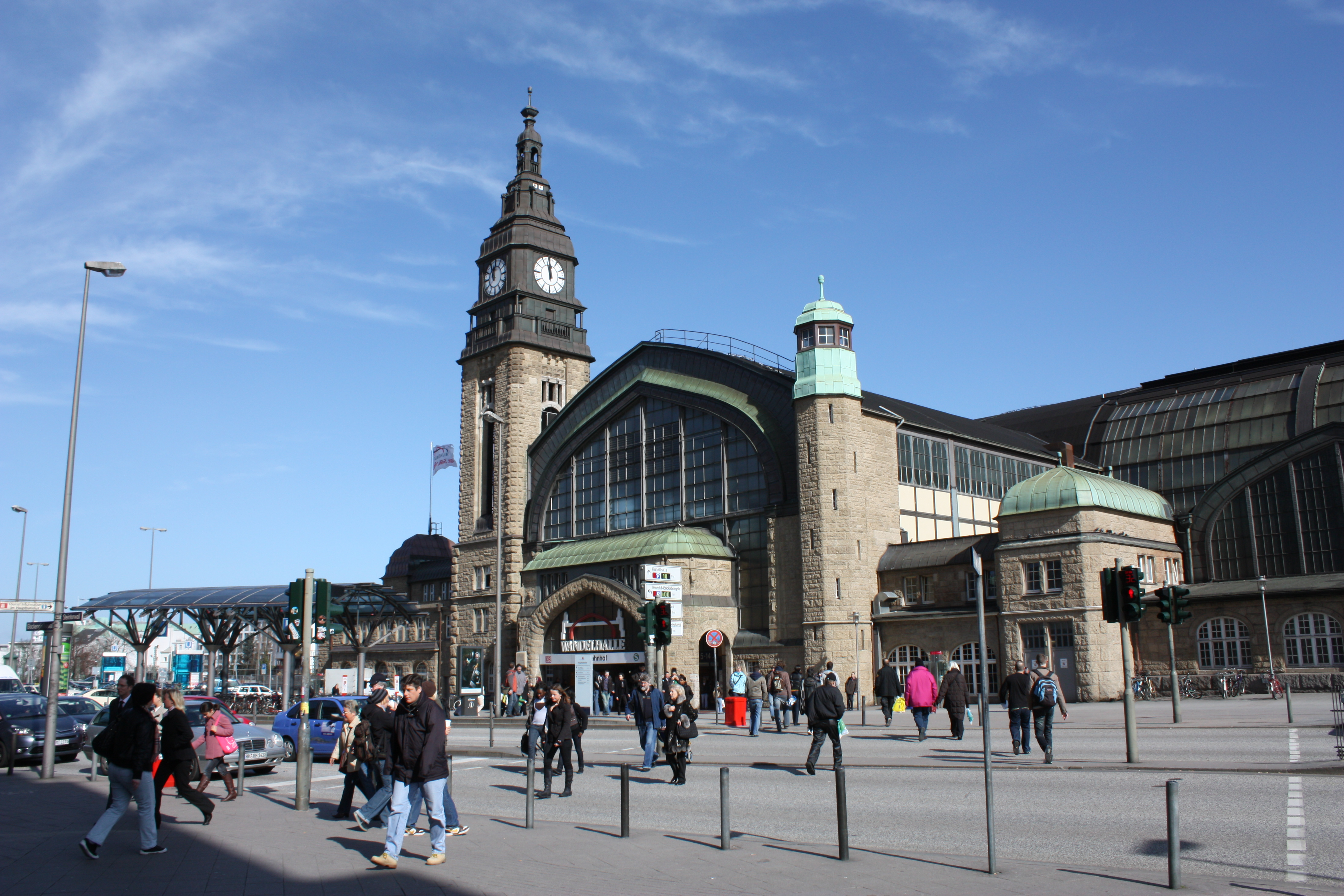
Hamburg Hbf, het drukste station van Duitsland en tweede van Europa.

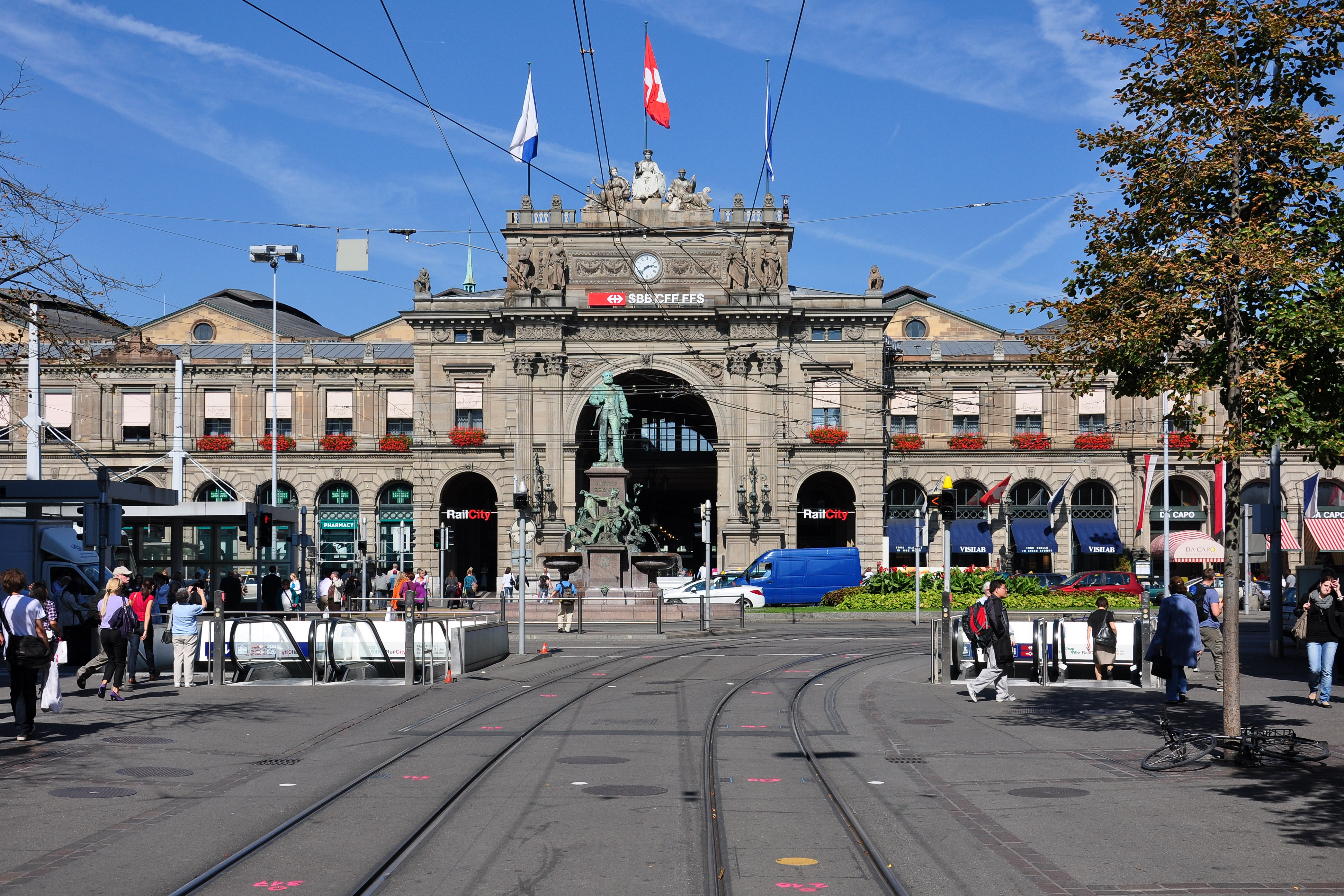
Zürich Hbf, het drukste station van Zwitserland en het vierde van Europa.

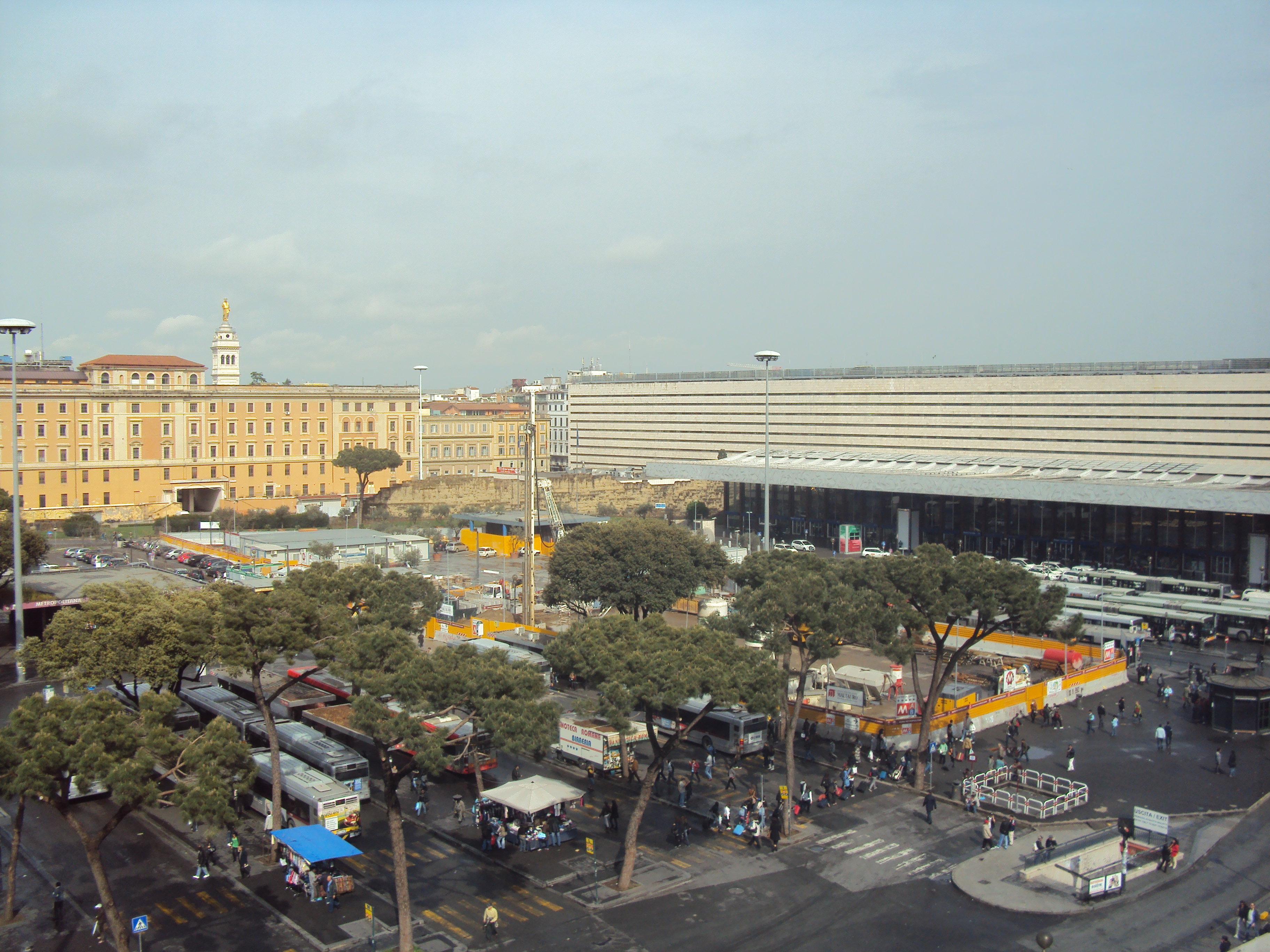
Roma Termini, het drukste station van Italië en de zesde van Europa

## Drukste stations van Europa
Dit is een lijst met de drukste treinstations van Europa. Treinstations met meer dan 90 miljoen passagiers per jaar worden getoond.
| Rang | Station                | Locatie           | Totaal passagiers (in miljoen per jaar) |
| ---- | ---------------------- | ----------------- | --------------------------------------- |
| 1    | Gare du Nord           | Parijs            | 292,2                                   |
| 2    | Hamburg Hbf            | Hamburg           | 196                                     |
| 3    | Frankfurt (Main) Hbf   | Frankfurt am Main | 179                                     |
| 4    | Zürich Hbf             | Zürich            | 154                                     |
| 5    | München Hbf            | München           | 150,7                                   |
| 6    | Gare de Lyon           | Parijs            | 150,2                                   |
| 7    | Roma Termini           | Rome              | 150                                     |
| 8    | Berlin Hbf             | Berlijn           | 120                                     |
| 9    | Milano Centrale        | Milaan            | 120                                     |
| 10   | Madrid Atocha          | Madrid            | 116,6                                   |
| 11   | Köln Hauptbahnhof      | Keulen            | 116,1                                   |
| 12   | Gare Saint Lazare      | Parijs            | 107                                     |
| 13   | Berlin Friedrichstraße | Berlijn           | 95                                      |
| 14   | Londen Waterloo        | Londen            | 94                                      |
| 15   | Stuttgart Hbf          | Stuttgart         | 93                                      |

## Drukste stations per land
| Rang | Land        | Station                   | Totaal passagiers (in miljoen per jaar) |
| ---- | ----------- | ------------------------- | --------------------------------------- |
| 1    | Frankrijk   | Gare du Nord              | 292,2                                   |
| 2    | Duitsland   | Hamburg Hbf               | 196                                     |
| 4    | Zwitserland | Zürich Hbf                | 154                                     |
| 5    | Italië      | Roma Termini              | 150                                     |
| 6    | Spanje      | Madrid Atocha             | 116,6                                   |
| 7    | Rusland     | Moskou Jaroslavskaja      | 78,6                                    |
| 8    | Nederland   | Utrecht Centraal          | 75,7                                    |
| 9    | Finland     | Helsinki Centraal         | 73,2                                    |
| 10   | Noorwegen   | Station Oslo-Centraal     | 54,8                                    |
| 11   | Denemarken  | Station Nørreport         | 53,7                                    |
| 12   | Tsjechië    | Praha hlavní nádraží      | 53,0                                    |
| 13   | Oostenrijk  | Station Wien Hauptbahnhof | 45,4                                    |
| 14   | Zweden      | Station Stockholm City    | 39,2                                    |
| 15   | België      | Brussel-Zuid/Midi         | 37                                      |